# Cucullia costaricensis
Cucullia costaricensis là một loài bướm đêm trong họ Noctuidae.